# Kalina Henryho
Kalina Henryho (Viburnum henryi) je stálezelený keř pocházející z Číny. Má tužší, poměrně úzké listy a bílé vonné květy. V Česku je v teplých oblastech vzácně pěstována jako okrasný keř.

## Popis
Kalina Henryho je stálezelený nebo poloopadavý keř až malý strom dorůstající výšky až 7 metrů. Borka je světle hnědá. Mladé letorosty jsou zelené nebo purpurově hnědé a lysé, větévky z předchozího roku jsou šedohnědé, s drobnými roztroušenými kulatými lenticelami. Zimní pupeny jsou podlouhlé, kryté 2 páry oddělených šupin, žlutě hvězdovitě chlupaté. Listy jsou vstřícné, bez palistů, obvejčitě podlouhlé až podlouhlé nebo úzce podlouhlé, tužší, s 5 až 10 cm dlouhou a 2 až 4 cm širokou čepelí. Na líci jsou listy lysé a lesklé, na rubu v paždí žilek hvězdovitě chlupaté. Žilnatina je tvořena 5 až 7 páry postranních žilek. Žilky jsou povětšině nevětvené, odbočují v poměrně ostrém úhlu a lehce se stáčejí směrem k vrcholu listu. Rašící listy jsou načervenalé. Řapíky bývají lysé, tlusté, zelené nebo červenavé.
Květy jsou bílé, přisedlé, vonné, ve vrcholových latách. Kalich je načervenalý, lysý. Koruna je kolovitá, asi 6 mm v průměru, téměř nebo zcela lysá, s asi 1 mm dlouhou korunní trubkou a 2 mm dlouhými vejčitě okrouhlými cípy. Tyčinky jsou přirostlé v horní části korunní trubky a jsou asi stejně dlouhé nebo o málo delší než korunní cípy. Kvete v květnu a červnu. Plody jsou oválné, 8 až 9 mm dlouhé, zpočátku červené, později purpurově černé.

## Rozšíření
Kalina Henryho se vyskytuje ve střední, jižní a jihovýchodní Číně. Roste v hustých lesích a na vlhkých travnatých svazích v nadmořských výškách 900 až 2600 metrů.

## Pěstování
Kalina Henryho je v Česku vhodná pouze pro nejteplejší oblasti. Vyžaduje výslunné až polostinné stanoviště a vlhkou, dobře odvodněnou, mírně kyselou zem. Na sklonku zimy a po odkvětu je vhodné hnojení. Množí se především polodřevnatými řízky, sbíranými od konce května do konce června. Množení je možné i semeny, ta je však nutno stratifikace|stratifikovat a mohou klíčit i několik let.

## Význam
Kalina Henryho je v Česku poměrně vzácně pěstována v teplých oblastech jako okrasný keř. Je uváděna z Pražské botanické zahrady v Tróji, vysazena je i v Arboretu MU v Brně. Popsána byla v roce 1888, v kultuře je od roku 1901. Pěstován je také její kříženec s kalinou narůžovělou (Viburnum erubescens), kalina Hillierova (Viburnum x hillieri).